# 4530 Smoluchowski
4530 Smoluchowski è un asteroide della fascia principale. Scoperto nel 1984, presenta un'orbita caratterizzata da un semiasse maggiore pari a 3,1228154 UA e da un'eccentricità di 0,0941984, inclinata di 5,20272° rispetto all'eclittica.